# Cueva del Helechar I
La cueva del Helechar I es un abrigo con representaciones rupestres localizado en el término municipal de Tarifa, provincia de Cádiz (España). Pertenece al conjunto de yacimientos rupestres denominado Arte sureño, muy relacionado con el arte rupestre del arco mediterráneo de la península ibérica. 
Este abrigo descrito por Henri Breuil se localiza en la finca de Casas Ranchiles. Al contrario de la mayoría de las pinturas de la zona las de la Cueva del Helechar I no están en una covacha o abrigo sino que se sitúan en una grieta. Aparecen en este yacimiento varias figuras antropomorfas realizadas con pigmento rojo. 
En los alrededores aparece otra cueva denominada  del Helechar II y el yacimiento del santuario de Ranchiles.